# Tasbeek
De Tasbeek is een beek in de buurt van Kessel op de westoever van de Maas in Nederlands Limburg.
De beek voedde vroeger de gracht van de boerenschans bij Kessel-Eik.

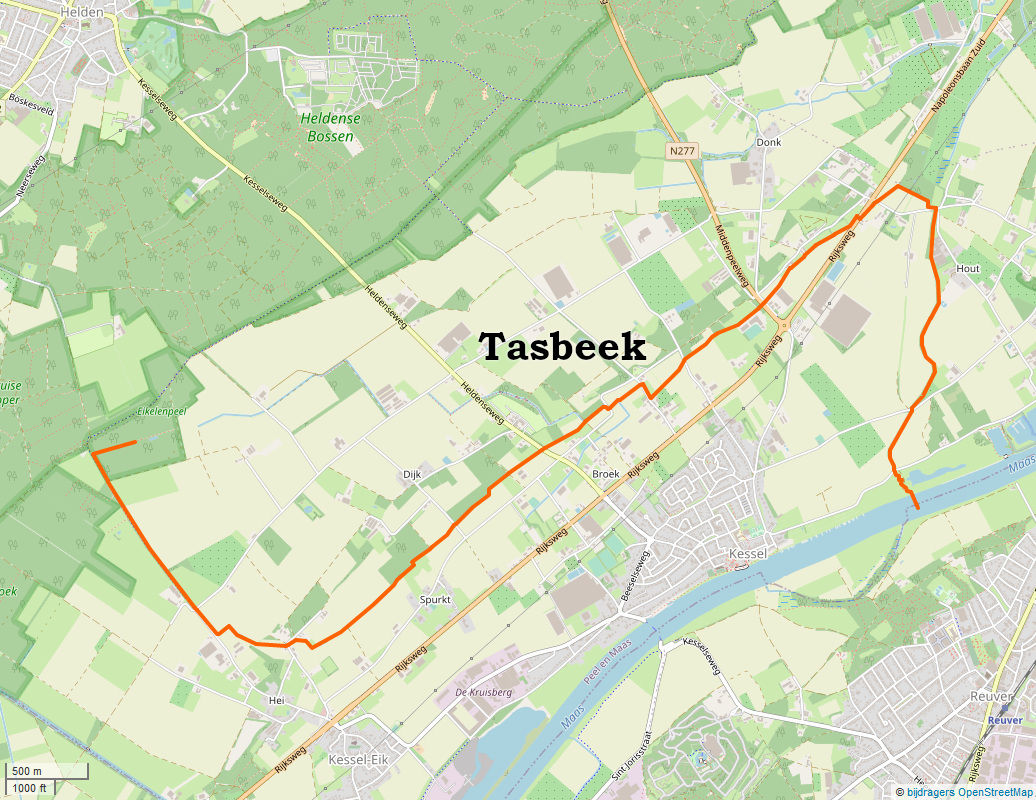
De Tasbeek bij Kessel

## Ligging
De 9,2 kilometer lange beek die voornamelijk oude Maasbeddingen volgt begint in een bos genaamd Eikelenpeel. Na een kleine anderhalve kilometer de Lankerd, een oude landweer, te hebben vergezeld buigt hij bij Hei richting noordoosten en stroomt parallel aan de rivierduinen voorbij Spurkt en Kessel om halverwege Kessel en Baarlo vrijwel onzichtbaar onder de Napoleonsbaan door te stromen. Bij Hout buigt de Tasbeek plots in zuidelijke richting om iets ten oosten van Kessel in de Maas uit te monden. In 2015 werd het mondingsgebied van de Tasbeek teruggebracht in de oorspronkelijke staat door hermeandering en het inrichten van een natuurgebiedje.

## Legende
Het verhaal gaat dat onder de brug, waar de Schijfweg de Tasbeek kruist, een wijf zonder kop zat. Geen wonder dat de mensen bang waren om 's nachts dat bruggetje te passeren! Een jong stel dat in Kessel was uit geweest en wat laat terug naar huis keerde moest over het bruggetje. Plots hoorden ze geritsel achter zich en zagen ze iets bewegen. Ze renden naar het dichtstbijzijnde huis, dat zeker een kilometer van de brug verwijderd was. Daar aangekomen vertelden ze dat het wijf zonder kop achter hen aangezeten had. Toen ze weer naar buiten durfden te gaan zagen ze een droge bremstruik tegen de gevel liggen. Deze was door de harde wind achter hen aangerold.